# Lasao
Lasao es una entidad de población española del municipio de Cestona, perteneciente a la provincia de Guipúzcoa, en la comunidad autónoma del País Vasco. En 2022, la entidad singular de población tenía empadronados 64 habitantes y el núcleo de población, veintisiete.